# Ali Ahamada
Ali Ahamada (* 19. August 1991 in Martigues) ist ein französisch-komorischer Fußballtorhüter.

## Karriere

### Verein
Ahamada durchlief die Nachwuchsabteilungen der Vereine FC Martigues und FC Toulouse. Bei Letzterem wurde er 2011 in den Profikader involviert und eroberte sich in der Saison 2011/12 einen Stammplatz.
Zur Rückrunde der Spielzeit 2015/16 wechselte er in die Türkei zum Süper-Lig-Verein Kayserispor. Sein Vertrag wurde am 22. Januar 2018 aufgelöst. 2019 fand er in Norwegen einen neuen Arbeitgeber, Zweitligist Kongsvinger IL. Im Sommer wechselte er zum Ligakonkurrenten Brann Bergen, war aber zu Beginn des Jahres 2021 erneut ohne Verein. 
Erst im März 2022 fand er mit dem andorranischen Klub UE Santa Coloma, eine neue Station. Hier übernahm er für einige Partien die Rolle des Stammtorhüters. Seit der Saison 2022/23 steht er in Tansania beim Azam FC unter Vertrag.

### Nationalmannschaft
Ahamada startete seine Nationalmannschaftskarriere 2011 mit einem Einsatz für die französische U-21-Nationalmannschaft. Seit 2016 spielt er für die Komoren, so auch beim Afrika-Cup 2022, der ersten Teilnahme der Mannschaft überhaupt.